# Різдво в Угорщині

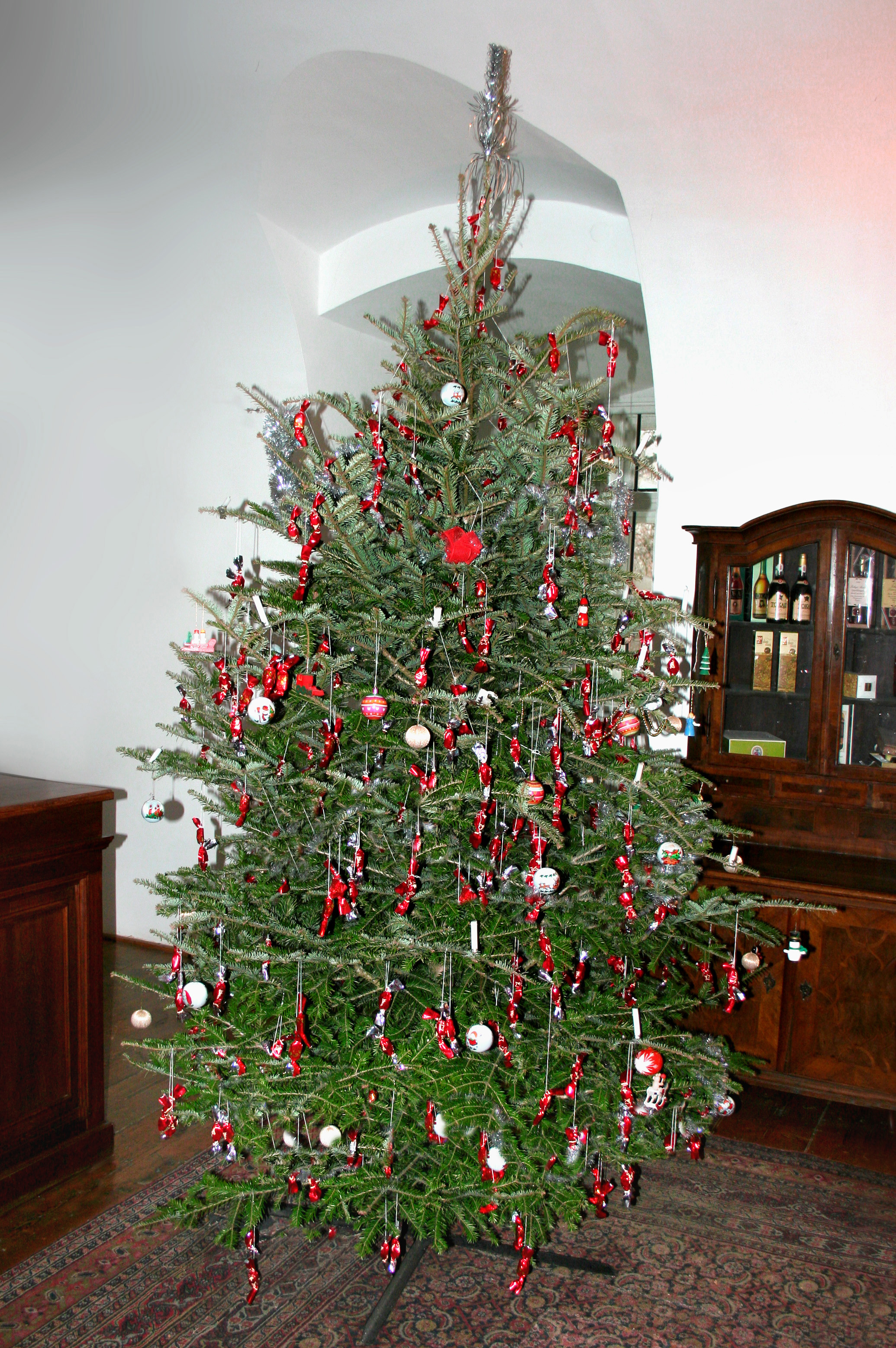
Угорська ялинка

Різдво в Угорщині святкують за традиціями, подібними до тих, що існують в інших країнах Центральної Європи (Див.: Різдво в усьому світі), а також звичаями, унікальними для регіону.
Різдво та сезон дарування подарунків починається відносно рано порівняно з іншими культурами, коли фігура, схожа на Санту, або угорську версію Святого Миколая, Мікулаша (або Сент Міклоша) традиційно відвідує домівки угорських дітей у ніч на 5 грудня, напередодні свята Святого Миколая, 6 грудня.
Хоча роль дарувальника подарунків на саме Різдво покладена на Немовля Христа, у ніч перед Днем Святого Миколая угорські діти традиційно ставлять чобіток на підвіконня, чекаючи, поки Мікулаш підійде та наповнить його гостинцями. 
Пані  Мікулаш немає в Угорщині. В Угорщині Мікулаш часто приходить із помічником: «Крампушем», дияволом, який приходить лякати та карати поганих дітей. Хоча навіть ті, хто поводився погано, просто отримують попередження у вигляді сирої картоплі або вугілля замість цукерок, які хороша дитина отримує від іншого помічника – Ангела – у Чехії, Словенії та Словаччині, у Мікуласа є інший помічник, хороший Ангел, який роздає подарунки добрим дітям. У Нідерландах і Бельгії до нього часто доєднується чорнолиций чоловік на ім’я Чорний Піт.
Для угорців-емігрантів і тих, хто не є корінним угорським походженням, святкування часто називають «угорським Різдвом».
На традиційний Миколаївський обхід 6 грудня Святий Миколай приходить в архієрейському вбранні, у довгій червоній ризі та в червоній шапочці на голові, тримаючи в одній руці пастуше круче, а на руках повний мішок подарунків на спині. Його не видно, тому що він приходить серед ночі, коли добрі дітки вже міцно сплять, тому краще не засиджуйся допізна, інакше він тобі не подарує, а лише березову палицю (virgács). 
До 24 грудня люди прикрашають оселі, починають готувати та пекти. На Різдво члени родини збираються разом і святкують. 24 грудня люди прикрашають ялинку прикрасами і кладуть під неї загорнуті подарунки. На Святий Вечір, тобто за день до Різдва, маленькі діти чекають приходу Ісуса і особливо подарунків. Щедрування відбувається після трапези та після колядок навколо ялинки.
У Святий вечір угорці слухають святкові пісні, такі як «Тиха ніч», і співають або відвідують різдвяну месу. Вони також запалюють свічки на адвентовому вінку протягом чотирьох тижнів перед Різдвом.

## Угорська різдвяна їжа
- Рибний суп
- Голубці
- Смажена риба і рис
- М’ясо, наприклад курка і свинина, але також можна використовувати індичку
- Різдвяний торт
- Бейглі з волоським горіхом або маком
- Медове печиво (mézes kalács)

В угорців також є Салонцукор, типова угорська солодкість, якою часто прикрашають ялинку. 

## Угорські різдвяні напої
- Алкогольні напої, такі як пиво, вино та лікер
- Палінка (угорський дух)
- Безалкогольні напої

## Зовнішні посилання
- Різдво в Угорщині
- Різдвяні традиції в Угорщині
- Різдвяні традиції Угорщини
- Різдвяна кухня в Угорщині